# 岡嶋かな多
岡嶋 かな多（おかじま かなた、1984年7月7日 - ）は、日本の女性作詞家、作曲家、音楽プロデューサー、ボーカルプロデューサー。
青森県黒石市出身。幼少期をアメリカで過ごしていた帰国子女であり、現在は東京を拠点に活動している。
クレジット名は「Kanata Okajima」。

## 概要
BTS、嵐、安室奈美恵、TWICE、King & Prince、NiziUを含む、多数のアーティスト、プロジェクトに楽曲を提供。オリコン1位の獲得は170回を越える。
作詞・作曲を手がけた、三浦大知が歌う「仮面ライダーエグゼイド」主題歌『EXCITE』がレコード大賞 優秀作品賞を受賞。
アメリカで育った経験を活かした、英訳、英詞、ラップ、ボーカルディレクションも行っている。
2018年に結婚し、現在二児の母である。

## 略歴
- 2000年、本格的に音楽活動を開始する。日中友好大使として中国、桂林でライブ。
- 2006年、 Sowelu 12th Single 「to YOU」で作詞家デビュー[1]
- 2008年、SMAP 18th Album『super.modern.artistic.performance』に収録の「Here is Your Hit」バックコーラス、英語ディレクションを担当
- 2010年、Konami『beatmania IIDX 18 Resort Anthem』に収録の「Bounce Bounce Bounce」 Kors.K feat. Kanata Okajima & 楽天斎 歌唱
- 2011年、レディーガガのパンクカバーアルバム「A GAG PUNK」全曲 ボーカル担当
- 2013年、スウェーデンにある音楽事務所、Roasting Houseと契約をし、本格的に海外を中心に活動を始める。[3]
- 2014年、作詞を手がけた、ドラマ『ディア・シスター』主題歌「Happiness」（シェネル）がヒット。2014年下半期最も検索された歌詞となる。[4]
- 作曲にて参加した、少女時代 『LOVE&PEACE』が第28回日本ゴールドディスク大賞にてベスト5 アルバム(アジア)を受賞。[5]
- 2017年、作詞・作曲を手がけた、三浦大知が歌う「仮面ライダーエグゼイド」主題歌『EXCITE』でレコード大賞 優秀作品賞を受賞 [6]
- 作詞・作曲を手がけた、BTSの「Crystal Snow」が世界17カ国で1位、収録されたアルバムも世界的にヒットした。[7]
- 2018年、ボーカルディレクションを15曲担当した、安室奈美恵のベストアルバム「Finally」 がダブルミリオンヒットとなる。[8]
- 2019年、三浦春馬が主演を務めるドラマ「TWO WEEKS」の主題歌「Fight for your heart」の作詞を担当し話題となる。[9]
- 作詞・作曲した「DA DA DANCE feat. Tak Matsumoto」を収録したBABYMETALのアルバム『METAL GALAXY』がアメリカのビルボードチャートで13位、同Billboard ROCKアルバムチャートでは日本人アーティスト初の1位を記録。[10]
- 2020年、月9ドラマ「絶対零度」主題歌「未完成」を家入レオ本人と共に共作。[11]
- 作詞作曲で携わった、BABYMETALのアルバム『METAL GALAXY』が「MTV Video Music Awards Japan 2020」にて最優秀アルバム賞「Best Album of the Year」を受賞。[12]
- 作詞作曲で携わった、ジャニーズWESTのシングル「証拠」がプラチナ作品に認定される。[13]
- 作詞を手がけた、Snow Manの「KISSIN' MY LIPS」の売り上げが100万枚を突破し、ミリオンセラーとなる。[14]
- 作詞作曲、ボーカルディレクションを務めた、三浦春馬「ONE」収録の「Night Diver」がプラチナディスク認定される。[15]
- 2021年、作詞・作曲を手がけた、BTSの「Crystal Snow」が収録された『BTS, THE BEST』の売り上げが100万枚を突破し、ミリオンセラーとなる。[16]
- 2022年、Snow Manが歌う「Kissin' My Lips」収録のアルバム「Snow Mania S1」の売り上げが100万枚を超え、3年連続でミリオンセラーソングライターとなる。また、『Snow Mania S1』は第36回日本ゴールドディスク大賞でアルバム売上枚数1位の「アルバム・オブ・ザ・イヤー」を受賞。

- 同年2022年、作詞・作曲を手がけた、BTSの「Crystal Snow」収録された『BTS, THE BEST』は第36回日本ゴールドディスク大賞で、アジア部門「アルバム・オブ・ザ・イヤー」を受賞。

- 2023年1月24日 著書「夢の叶え方は一つじゃない 私は、中卒作詞作曲家」を出版。

- 2025年1月 作詞を手がけた「KISSIN' MY LIPS」を収録した、Snow Man『THE BEST 2020 - 2025』110.5万枚で1位を獲得。「デイリーアルバム」史上初の 初日売上でミリオン達成した。
- 2025年3月 アニメ『BEYBLADE X』のエンディングテーマ を世界的DJ Jax Jonesと担当。

## THE JAPAN GOLD DISC AWARD / 日本ゴールドディスク大賞
- 第27回ベスト3アルバム　アジア部門　『200miles』/「Just Crazy」/ チャン・グンソク
- 第28回ベスト3アルバム　アジア部門　『Gossip girls』,『DO THE CATWALK』/「LOVE&PEACE」/ 少女時代
- 第32回アルバムオブザイヤー『Big Boys Cry』/「Finally」/ 安室奈美恵
- 第33回アルバムオブザイヤー　アジア部門　『Crystal Snow』/「FACE YOURSELF」/ BTS
- 第33回ベスト３アルバム　アジア部門　
  - 『Crystal Snow』/「FACE YOURSELF」/ BTS
  - 『BDZ』/「Wishing」/ TWICE

- 第35回ベスト５シングル 『KISSIN'MY LIPS』/「KISSIN' MY LIPS / Stories」/ Snowman
- 第36回アルバムオブザイヤー　『KISSIN'MY LIPS』/「Snow Mania S1J 」/ Snowman

- 第36回アルバムオブザイヤー アジア部門「BTS, THE BEST」/ BTS
- 第36回ベスト3アルバム アジア部門『0X1=LOVESONG (I Know I Love You) feat. 幾田りら [Japanese Ver.]』「Chaotic Wonderland」/ TOMORROW X TOGETHER
- 第36回ベスト3ミュージックビデオ　『KISSIN'MY LIPS』/「Snow Man ASIA TOUR 2D.2D.」/ Snowman
- 第37回ベスト５シングル 『パッションフルーツの食べ方』/「好きというのはロックだぜ」/ 乃木坂46
- 第37回ミュージックビデオオブザイヤー『KISSIN'MY LIPS』/「Snow Man LIVE TOUR 2021 Manias」 / Snowman

- 第37回ベスト3ミュージックビデオ　『証拠』/「Johnny's Festival ~ Thank you 2021 Hello 2022~」 / WEST.

- 第37回ベスト3ミュージックビデオ　『Naughty girl』/「King & Prince CONCERT TOUR 2021 ~Re:Sense~」 / King&Prince

## 提供作品

### K-POP アーティスト
HYBE
- BTS
  - Crystal Snow（作詞、作曲）

- TOMORROW × TOGETHER
  - 0X1=LOVESONG (I Know I Love You) feat. 幾田りら（日本語詞）
  - GOOD BOYS GONE BAD（日本語詞）
  - Deja Vu (Japanese ver.)（日本語詞）
- LE SSERAFIM
  - FEARLESS（Japnese ver.）(日本語詞)
  - UNFOORGIVEN（Japnese ver.）［Feat.Nile Rodgers&Ado］(日本語詞)
  - Star Signs（作詞、作曲）
  - HOT (Japanese ver.）
  - Kawaii (Prod. Gen Hoshino）
- GFRIEND
  - BEAUTIFUL（作詞）
- &TEAM
  - バズ恋（BUZZ LOVE)　
  - Running with the pack
  - Blind Love（作曲）（ドラマ『Dr.チョコレート』主題歌）
- BOYNEXTDOOR
  - Earth, Wind & Fire (Japanese Ver.)　(日本語詞)

JYP
- TWICE
  - Wishing（作曲）
- NiziU
  - Need U（作詞作曲）
  - 9 Colors（作詞）

SM
- aespa
  - Sun and Moon（作詞）
- BoA
  - LOOK BOOK（作詞）
  - Message（作詞）
  - Shout it Out（作曲）
- 少女時代
  - DO THE CATWALK（作曲）
  - Gossip Girls（作曲）
- SooYong（少女時代）
  - Unstoppable（ボーカルディレクション）【Japan Solo Debut Single「Unstoppable」全曲ボーカルディレクション】
  - C.A.L.M（作詞）
  - この世界に映っているのは誰（作詞、作曲）
  - Call me（作詞、作曲）
- Red Velvet
  - You better know（作曲）
- SHINee
  - BOYS WILL BE BOYS（作詞）
  - To Your Heart（作詞）
  - Run With Me（作詞）
  - Seesaw（作詞）
- Taemin（テミン）from SHINee
  - Flame of Love（作曲）
- NCT 127
  - Dreaming（作曲）

STARSHIP
- IVE
  - LOVE DIVE -Japanese ver.-（日本語詞）
  - Classic（作詞）

 WAKEONE
- Kepler（Girls Planet 999）
  - SHINE（作曲）

CUBEエンターテインメント
- 4minuite
  - WHY（作詞）（ドラマ「悪党」オープニングテーマ）
  - FIRST（日本語詞）
  - DREAMS COME TRUE（日本語詞）
  - グッバイ（バックコーラス）

PLEDISエンターテインメント
- SEUNGKWAN
  - Lonely Stars（作詞、作曲）

THE BLACK LABEL
- MEOVV
  - ME ME ME（作詞）

その他
- SHAUN
  - Way Back Home（Japanese ver.）（日本語詞）
  - For a While（作詞）
  - Terminal -Japanese Ver. （日本語詞）
  - Bad Habits -Japanese Ver.（日本語詞）
- Kang Daniel
  - Joy Ride（作詞、作曲）
  - TRIP（作詞、作曲）
  - Supernova（日本語詞）
- SUPER NOVA（超新星）
  - Shining Star（作詞）
  - クリウンナレ –キミに会いたくて-（日本語詞）（映画 RUN60 イメージソング）
  - J.P. 〜REBORN〜（作詞）
  - Evidence of LUV（RAP）
  - Get Wild（RAP）
  - WHY（日本語詞）（ドラマ「悪党」オープニングテーマ）
- 赤頬思春期（Bolbbalgan4）
  - LOVE（日本語詞）
  - 私の思春期へ（日本語詞）
  - Some（日本語詞）
  - 私だけ、春（日本語詞）
  - 宇宙をあげる（日本語詞）
  - 私だけダメな恋（日本語詞）
  - YOU（日本語詞）
  - 好きだと言って（日本語詞）
- LOONA
  - LOVE CHERRY MOTION（作曲）
- Z-Girls
  - What You Waiting For（作曲）
- チャン・グンソク
  - 200miles（作曲）（映画「劇場版 FAIRY TAIL -鳳凰の巫女-」オープニング主題歌）
- 神話
  - Never Give Up（作曲）
- INFINITE
  - D.N.A（作詞、作曲、ボーカルディレクション）
  - For You（日本語詞）
- MYNAME
  - Baby Tonight（作詞、ボーカルディレクション）
  - K.O. Monster（作詞、ボーカルディレクション）
  - Good Bye To You（作詞、バックコーラス、ボーカルディレクション）
  - Love Struck（作詞）
  - きせき（日本語詞）
  - We are（日本語詞）
  - I'm not a bad boy（日本語詞、ボーカルディレクション）
- ROMEO
  - Give Me Your Heart（作詞）
  - Devil（作詞）
  - Dream Out Loud（作詞）
  - One More Night（作詞）
  - I. The Dawn -沈黙-（作詞）
  - II. The Moon -蒼い月-（作詞）
  - III. The Touch -輪郭-（作詞）
  - IV. The Thirst -渇望-（作詞）
  - V. The Fate -彷徨-（作詞）
- AOA
  - OK（バックコーラス）
  - WOW WAR TONIGHT（バックコーラス）
  - Love Gave Me You（バックコーラス）
  - Perfect Strangers（日本語詞、バックコーラス）
- AFTERSCHOOL
  - Super Sexy（作詞、バックコーラス）
  - Ms.Independent（作詞）
  - Tell Me（作詞）
  - SHINE（作詞）
  - Rip off（バックコーラス）
  - Rambling Girls（バックコーラス）
  - Broken Heart（バックコーラス）
  - Gimmie Love（バックコーラス）
  - Just In Time（バックコーラス）
  - Shampoo（バックコーラス）
  - Lady Luck（バックコーラス）
  - Heaven（バックコーラス）
  - Crazy Driver（バックコーラス）
- Orange Caramel
  - ミルクシェイク（作詞、バックコーラス）
  - ラムのラブソング（バックコーラス）
  - アイン♡（バックコーラス）
  - 魔法少女（バックコーラス）
  - Bangkok City（バックコーラス）
  - 天使のウインク（バックコーラス）
- Melody Day
  - SPEED UP（共作曲）
- Led Apple 
  - Greatest World（作詞、共作曲）
- ニコル
  - Happy Day（作詞）
- Jun from U-KISS
  - Phenomenal World（作詞、作曲、ボーカルディレクション）
  - Circle of Love（作詞、作曲）
  - Come Alive（作詞）
  - My Way feat. Reddy（作詞）
- Apeace
  - one（日本語詞）

### あ行
- 安室奈美恵
  - Show Me What You've Got（作詞、バックコーラス）
  - Big Boys Cry（作詞）
  - Steal My Night（作詞）
- ISSA
  - Another life（作詞、作曲）
- 石川マリー
  - Just a little（作詞）
  - モウイチド。（作詞、作曲）
- ExWHYZ
  - Obsession（作詞、作曲）
  - ANSWER（作詞）
  - FIRST STEP（作詞）
  - NIGHT COASTER（作詞）
  - SHOWTIME（作詞）
  - iD（作詞）
- E-girls
  - Fancy Baby（作詞、作曲）
  - Again（作詞、作曲）
- 壱岐尾彩花
  - Mess Up My Body（作詞）
  - LoLLyPoP（作詞）
- 伊藤千晃（元AAA）
  - brand new（作詞、作曲、ボーカルディレクション）
  - Quiet（作詞、ボーカルディレクション）
  - きらり（作詞）
- 家入レオ
  - 未完成（作詞）（ドラマ「絶対零度～未然犯罪潜入捜査～」主題歌）
  - Answer（作詞）
  - 花束（作詞）
  - Winter（作詞）
  - I don't like you（作詞）
  - 奇跡が足りない（作詞、作曲）
- 上原りさ
  - はみがきジョーズ（作詞、作曲）
  - ベイビーシャーク（日本語詞）
- WEBER
  - First Day（作詞）
  - Beat the Black（作詞）
  - READY（作詞）
- ELSEE
  - TOP IT ALL（作詞）
- EXILE ATSUSHI
  - Make a Miracle（作曲）
- 円神
  - Far Away（作詞、ボーカルディレクション）
- OURIN 王林
  - So What（プロデュース、作詞作曲）
- 大原櫻子
  - Sing Sing Sing（作詞）
  - Let Me Go（作詞）
  - Special Lovers（作詞、作曲）
  - Amazing（作詞）
- OCTPATH
  - Mind Blaster（作詞）

### か行
- 加藤ミリヤ
  - Joyride（作曲）
- 花譜
  - ゲシュタルト（作詞、作曲）
  - 何者（作詞、作曲）
  - スワン（作曲）
- Kamin
  - タピる?（作詞）
- 河井純一 a.k.a. NAUGHTY BO-Z（MAY'S） 
  - Without You feat. David Fremberg（作詞）
  - Fire feat. Kamille & MD（作詞）
  - TOKYO feat. Jae（作詞）
  - Realize feat. Olivia Burrell（作詞）
- KID PHENOMENON from EXILE TRIBE
  - ONE DAY（作詞）
- Kimika
  - Beautiful Tears（作詞）
  - Paris Brow（作詞、作曲、ボーカルディレクション）
- キミノオルフェ
  - この世界に花束を（作曲、ボーカルディレクション）
- 杏子
  - Why Boy（作詞）
- King of Ping Pong
  - Say My Name（作詞）
- Color-Code
  - Brand New Door（TVドラマ「シンデレラはオンライン中」主題歌[19]）（作詞）
  - Congrats!（作詞）
- Q'ulle
  - ONE WAY DREAM（作曲）
  - HERE WE STAND（作詞）
  - ひとり（作詞）
  - EMOTION（作詞）
- 熊谷育美
  - 夜風の丘（作詞）
- 倉木麻衣
  - Wishing on a…（作曲）
- Crystal Kay
  - REVOLUTION Feat.安室奈美恵（作詞）
  - 何度でも（作詞、作曲）
  - I Just Wanna Fly（作詞、作曲）
  - Waiting For You（作詞）（ミュゼプラチナムCM『2016 MUSEE 鏡篇』タイアップ）
  - Everlasting（作詞）(映画「SEASONS 2万年の地球旅行」主題歌)
  - Can't Stop Me（作詞、作曲）
  - Silent Goodbye（作曲）
  - Summer Fever（作詞、作曲）
  - Someday（作詞）
  - Monologue（作詞、作曲）
  - わたしたち（作詞、作曲、ボーカルディレクション）（バファリン「TIME IN A BOX」タイアップソング）
  - ひとりじゃないから（作詞、作曲、ボーカルディレクション）
- 黒木メイサ
  - 5-FIVE-（作詞）
- KSUKE
  - Weekend Paradise feat. LEOLA（作曲）
- 倖田來未
  - SHUTOUT（作曲）
  - HURRICANE（作曲）
- 琴音
  - 君は生きてますか（作詞）
  - こたえ（作詞）
- 今陽子
  - This is my season（作詞、作曲）

### さ行
- CYBER JAPAN DANCERS 
  - Summer summer（作詞、作曲）
  - 夏だから（作詞、作曲）
  - HIGHER（作詞）
  - Smilin' & Smilin'（作詞）
  - STREO LOVE（作詞）
  - Bad Love（作詞）
  - Ready To Fry（作詞、作曲）
  - Celebrate（作詞）
- 堺正章
  - 忘れもの（コーラス）（ドラマ「無理な恋愛」主題歌）
- 桜田通
  - I'm on way（作詞、作曲）
- SATOMI
  - Singin' About You..（作詞）
- 沢樹マイカ
  - Shining Star（作詞）
- GEM
  - Sugar Baby（作詞、作曲）
- Sincere
  - soda（作詞、作曲）
- 塩ノ谷早耶香　
  - ONE（作詞、作曲）
  - Smile Again（作詞）
  - Ocean Blue（作詞）
  - Snow Flakes Love（作詞）
- 塩ノ谷 早耶香 Feat. August Rigo
  - Miracle（作詞）
- 塩ノ谷 早耶香 Feat. MLC
  - Destiny（作詞）
- Zillion
  - LOVE&PEACE（作詞）
- C. FIRST
  - Not Alone（作詞）
  - Stories（作詞）
- 志麻(浦島坂田船)
  - Killer Killer My Love（作詞）
  - 言霊（作詞、作曲）
- シャーぴゅる
  - WORLD LINE（楽曲プロデュース、作詞、作曲）
- 鞘師里保
  - Winding Road（作詞）
- Sowelu
  - to YOU（作詞）
- SHANADOO
  - Don’t Call Me Baby2010（訳詞）
  - Peaceful Morning（作詞）
- SHUZO
  - ￼THE FEELING feat.中島美嘉（作曲）
- SHOW
  - Dante（作詞）
  - Hero（作詞）
- Spicy Chocolate 
  - 最後のWish（作詞、作曲）
- SOLIDEMO
  - One（作詞、作曲）

### た行
- Da-iCE
  - DREAMIN' ON（作曲）（アニメ「ONEPIECE」主題歌）
  - BACK TO BACK（作詞）
- 高野洸
  - Can't Keep it Cool（作詞）
  - Our Happiness（作詞）
  - You've Broken My Heart（作詞）
  - Life is Once（作詞）
  - It's my bad（作詞）
  - TOO GOOD（作詞）
  - Warning（作詞）
  - Untouchable Love（作詞）
  - Airplane（作詞）
  - Love To You（作詞）
  - BURNING UP（作詞）
  - Way-Oh!!（作詞）
  - Embrace（作詞）
  - Paradise（作詞）
- 玉井詩織（ももいろクローバーZ）
  - Eyes on me（作詞）
- TEE
  - Together〜つながり〜（作曲）
  - HELP（作曲）
  - 心フラワー（作曲）
  - Answer feat. Crystal K（作曲）
  - Together〜つながり〜（作曲）
- Tiara
  - ホントのキモチ（作詞）（イオン夏ギフト CMソング）
- 超特急
  - Call My Name（作詞、作曲）（カンテレ・フジテレビ系ドラマ『ホスト相続しちゃいました』主題歌）
- DracoVirgo
  - Oh Eh Oh（作詞）
- Tokyo Counterpoint 
  - Swimming In Love（作詞）
- 東京パフォーマンスドール
  - Counting the seconds（作詞）
  - SUPER DUPER（作詞、作曲）
- 都立八王子南工業高校
  - Say My Name（作詞、作曲）
- Do As Infinity
  - ETERNAL FLAME（作詞）（Kanata Alexis Okajima 名義）
  - Feelin' the Light（作詞）（Kanata Alexis Okajima 名義）
- DREAM
  - キミに逢いたい（作曲）
- Dream Ami
  - xoxo（作曲）
  - ノーアイディア（作曲）

### な行
- ナオト・インティライミ
  - What a Shot（作詞）
  - TOKYO SUMMER（作詞）
  - 何度だってLalala（作詞）（BS-TBS木曜ドラマ23「帰らないおじさん」主題歌）
- 中島健人
  - 碧暦（共作詞、共作曲）
- Number_i
  - Psycho（共作詞）

- 西野カナ
  - We're the miracles（作詞、作曲）
  - Into You（作詞）
  - Drive away（作詞）
  - WORK（作詞、バックコーラス）
- NiziU
  - 9 colors（作詞）
  - Need U（作詞、作曲）
- NiL
  - PROVE（作詞）アニメ「BURN THE WICH #0.8」主題歌
- 西内まりあ
  - Won't Leave Without A Fight（作曲）
- NEO JAPONISM
  - SNIPER（作詞、作曲）
- NOA
  - Lonly Hearts（作詞）
  - LET GO（作詞、作曲）
  - Don't Waste My Time（作詞、作曲）
- ノースリーブス
  - クリスマスプレゼント Remix（コーラス）
- 乃木坂46
  - パッションフルーツの食べ方（共作曲）

### は行
- highspirits
  - 愛してもいいですか？（作詞、作曲）
- バニラビーンズ
  - キラーキュイーン（作詞）
- BATTLE BOYS
  - Sweetest Story（作詞、作曲）
- Happiness
  - Spica（作詞）
  - I'm for you（作詞）
  - Perfect Smile（作詞）
  - Juicy Love（作詞、作曲）
  - GOLD（作詞、ボーカルディレクション）
  - I'm so WOW（作詞、ボーカルディレクション）
  - Power Girls（作詞、ボーカルディレクション）
  - 永遠（作詞、作曲）
  - Wish（作詞）
  - Ain't no limit（作詞、ボーカルディレクション）
  - NO MORE!（作詞、ボーカルディレクション）
  - make U happy（作詞）
  - Everything（作詞、ボーカルディレクション）
- 平手友梨奈
  - Bleeding love （ボーカルディレクション）
  - イニミニマイニモ（作詞、共作曲）
- 福田桃代
  - Dear Best Friend（作曲）
  - Summer Love Story（作曲）
- 風男塾
  - 瞬間到来フューチャー（作詞、作曲）
  - No one's gonna stop us now（作詞）
  - Fighting Man / コンサ・ドゥ・ワニーナワニーナ（作詞）
  - カクテル・オン・ザ・ビーチ（作曲）
- FAKY
  - Afterglow（作詞、作曲）
  - YOU（作詞）
  - PRETTY（作詞）
  - Are You OK？（作詞）
  - SUGA SWEET（作詞）
  - SURRENDER（作詞）
  - WHO WE ARE（作詞）
  - Some Day We'll know（作詞）
  - Chase Me（作詞）
  - KEEP OUT（作詞）
  - BAD THINGS（作詞）
  - GIRLS GOTTA LIVE（作詞）
- Prime Stone
  - FAVO FAVO（作詞、作曲）
- Flower
  - F（作詞、作曲、ボーカルディレクション）
  - たいようの哀悼歌（作曲）
- FRUITS ZIPPER
  - ピポパポ（作詞、作曲）
- フィロソフィーのダンス
  - Angels & Venus（作詞）
- Baby Kiy
  - Silent Moon（作詞）
  - 君のしぐさも（作詞）
  - Daisy girl diary（作詞）
  - Hummingbird 〜キセツハズレノハナビ〜（作詞）
    - Lazy Boy（作詞）
- BABYMETAL
  - DA DA DANCE (feat. Tak Matsumoto)（作詞、作曲）
  - MAYA（作曲・Kanametal）
- BOYS AND MEN
  - ニューチャレンジャー（作詞、作曲）
  - Let's Go（作詞）
  - 男気・夢・音頭（作詞、作曲）
  - ガッタンゴットンGO!（作詞、作曲）
  - がむしゃらロケンロー（作詞、作曲）
  - DOGI MAGI（作詞、作曲）
  - 夢で終わらないで（作曲）
- BMK
  - Original Future（作詞）
- Volta Masters 
  - Love Happiness feat. Sara Mary（作詞）
- V.W.P
  - 強気（作詞、作曲）

### ま行
- Matt Cab
  - THE MUSIC（作詞）
  - Call My Name feat. SWAY（作詞）
  - STEREO（作詞）
- MAZZEL
  - Holiday（作詞）
- 三浦春馬
  - Fight for your heart（作詞）（ドラマ「TWO WEEKS」主題歌)
  - YOU（作詞）
  - ONE（作詞、作曲、ボーカルディレクション）
- 三浦大知
  - EXCITE（作詞、作曲、ボーカルディレクション）(「仮面ライダーエグゼイド」主題歌、レコード大賞 優秀作品賞受賞)
  - Complex（作詞）
  - Life is Beautiful（作詞、作曲）
  - Neon Dive（作詞、作曲）
  - Body Kills（作詞）
  - SING OUT LOUD（作詞、作曲）
  - Forever & Always（作詞）
  - Blizzard (Movie Edit - English Ver.)（英語詞、ボーカルディレクション）
- M!LK
  - イイじゃん（作詞、作曲）
- Milet
  - Fire Arrow（作詞、作曲）
  - Parachute（作詞、作曲）
- MIYAVI vs シェネル
  - Forget You（作詞）
- MIYAVI vs シシド・カフカ
  - Get Into My Heart（作詞、作曲）（NHK「つくもがみ貸します」主題歌）
- MIYAVI vs HYDE
  - ALL MY LIFE（作詞）
- 百田夏菜子
  - 熱帯夜Fantasy（作詞）

### や行
- 山下智久
  - Perfect Storm (feat. TAEHYUN of TOMORROW X TOGETHER)　ドラマフジテレビ系『ブルーモーメント』主題歌
- YA-KYIM
  - Shape It Up!（作詞）
  - Monster!Monster!Monster!（作詞）
  - AM0：00（作詞）
  - ナツコイ（作詞）
- UNIONE
  - ロンディ(作詞、作曲）
  - Summer Time（作詞）
  - LOVE LOVE OCEAN（作詞）
  - リバイブ（作詞）
  - アマンテ（作詞）
- 夜々
  - Lonely Night（ボーカルディレクション）
  - センセーショナル少女（ボーカルディレクション）

### ら行
- Little Glee Monster
  - だから、ひとりじゃない（作詞）
  - WONDER LOVER（作詞）
- RYUCHELL
  - Hands Up if you're awesome（作詞、ボーカルディレクション）
  - BEAUTIFUL DREAMER（作詞、作曲、ボーカルディレクション）
- リーブル
  - １UP（作詞、作曲）
- Leola
  - ふたり feat. JAY'ED（作詞、作曲）
  - Lucky Me（作詞、作曲）
- RUNA
  - You're My Love（作詞）
- れん
  - HoriZOM（作詞、作曲）Netflix映画「ゾン100〜ゾンビになるまでにしたい100のこと〜」主題歌
- ローラ
  - Memories（作詞、作曲、ボーカルディレクション）映画「劇場版ポケットモンスター ベストウイッシュ キュレムVS聖剣士 ケルディオ」主題歌）

### わ行
- WILDEYED 
  - It's Nonsence（作詞）
- 和田アキ子
  - I'm With You（作詞）
  - THE MUSIC feat. VERBAL（作詞）
  - Daydream feat. EXILE SHOKICHI（作詞）
  - Baby（作詞）
- ONE LOVE ONE HEART
  - Alright（作詞）
- わーすた,Adexe & Nau
  - Yo Quiero VIvir （日本語詞）
- 鷲尾伶菜
  - 正解（作詞）

### STARTO ENTERTAINMENT
- SMAP
  - Here Is Your Hit（バックコーラス、英語ディレクション）

- V6
  - SPARK（作詞）

- 20th Century
  - Sing!（作詞）

- 嵐
  - Mr. Lonely（共作曲）

- Ken☆Tackey
  - 逆転ラバーズ（作詞）（ケンタッキーフライドチキンCM）

- KAT-TUN
  - ツイテオイデ（作詞）

- Hey! Say! JUMP
  - Magic Power（作詞）（映画「スマーフ」日本語版主題歌）
  - B.A.B.Y.（作詞、作曲）
  - Special Love（作曲）

- Hey! Say! 7
  - いいんじゃない（作詞）

- Kis-My-Ft2
  - Toxxxic 藤ヶ谷太輔ソロ曲（作詞、作曲）
  - ConneXion 藤ヶ谷太輔・千賀健永・横尾渉ユニット曲（作曲）
  - I miss your smile 千賀健永ソロ曲（作曲）
  - HUG & WALK（作詞）
  - Mr.FRESH（作詞、作曲）（ユニ・チャーム「ウェーブフロアワイパー」CM）
  - Baby Love（作詞）
  - Smokin’Hot（作詞）（興和「ウナコーワエース」CM)
  - HEARTBREAKER（作詞)
  - SHINDO（作曲）

- Sexy Zone
  - すっぴん KISS（作詞）
  - Honey Honey（作詞）
  - Small Love Song（作詞、和訳、ボーカルディレクション）
  - Wonder Love（作詞）
  - All this time マリウス葉ソロ曲（作詞）
  - 恋するエブリデイ（作曲）
  - SUMMER FEVER（作詞）
  - Naturally（作詞）

- WEST.
  - Mixed Juice（作詞、作曲）
  - 証拠（作詞、作曲）
  - You ain't mine（作詞）
  - Don't Stop Loving（作詞）
  - 黎明（作詞、作曲）
  - GOD DAMN 濵田崇裕・神山智洋ユニット曲（作詞）
  - Go low low（作詞）
  - Shadows（作詞）
  - SOUL2SOUL（作詞、作曲）
  - 疲れちゃうや（作詞、作曲）
  - AWARD（作詞、作曲）
  - なりふり（作詞、作曲）
  - この旋律よ　誰かの歌になれ（作詞、作曲）

- A.B.C-Z
  - Crush On You（作詞）
  - BAD GAME（作詞）
  - 約束（作曲）

- King & Prince
  - Naughty Girl（作詞）
  - Oh My Girl（作詞、作曲）

- Snow Man
  - KISSIN'MY LIPS（作詞）

- SixTONES
  - EXTRA VIP（作詞）
  - LOUDER（作詞）
  - SPICY（作詞）
- なにわ男子
  - NANDE?!（作詞、作曲）

### ラブライブ！関連
- Aqours
  - Hop? Stop? Nonstop!（作曲）
  - Jump up HIGH!!（作曲）
  - Fantastic Departure!（作曲）
  - DREAMY COLOR（作曲）
  - KU-RU-KU-RU Cruller!（作曲）
  - なんどだって約束!（作曲）
  - GAME ON!（作詞）
  - 永久hours（作曲）

- Guilty Kiss
  - Shooting Star Warrior（作曲）
  - Deep Sea Cocoon（作曲）
  - Nameless Love Song（作曲）
- Saint Aqours Snow
  - Over the Next Rainbow（作曲）

- 虹ヶ咲学園スクールアイドル同好会
  - Love U my friends（作詞）
  - 未来ハーモニー（作詞）
- 松浦果南（CV.諏訪ななか）from Aqours 
  - もっとね（作曲）
- ヨハネ（CV.小林愛香）
  - Far far away（作詞、作曲）TVアニメ「幻日のヨハネ-SUNSHINE in the MIRROR-」第1話挿入歌
- ヨハネ（CV.小林愛香）
  - GIRLS!!（作詞）TVアニメ「幻日のヨハネ-SUNSHINE in the MIRROR-」第7話挿入歌
- ヨハネ（CV.小林愛香、逢田梨香子、鈴木愛奈）
  - Hey ,dear my friends（作曲）TVアニメ「幻日のヨハネ-SUNSHINE in the MIRROR-」第6話挿入歌
- ヨハネ（CV.小林愛香）、ハナマル（CV.高槻かなこ）、ダイヤ（CV.降幡愛）、チカ（CV.伊波杏樹）、ヨウ（CV.斉藤朱夏）
  - Wonder sea breeze（作詞） TVアニメ「幻日のヨハネ-SUNSHINE in the MIRROR-」第8話挿入歌
- ヨハネ(CV.小林愛香) 
  - Forever U & I（作詞・作曲）TVアニメ「幻日のヨハネ-SUNSHINE in the MIRROR-」第12話挿入歌
- ヨハネ(CV.小林愛香) , ハナマル(CV.高槻かなこ) , ダイヤ(CV.小宮有紗) , ルビィ(CV.降幡 愛) , チカ(CV.伊波杏樹) , ヨウ(CV.斉藤朱夏) , カナン(CV.諏訪ななか) , リコ(CV.逢田梨香子) , マリ(CV.鈴木愛奈)
  - La la 勇気のうた（作詞）TVアニメ「幻日のヨハネ-SUNSHINE in the MIRROR-」第13話挿入歌
- 蓮ノ空女学院スクールアイドルクラブ
  - On your mark（作詞）
  - Yup! Yup! Yup!（作詞、作曲）
  - 抱きしめる花びら（作詞、作曲）
- DOLLCHESTRA
  - Mirage Voyage（作曲）
  - Tragic Drops（作曲）
  - KNOT（作曲）
  - AWOKE（作曲）
  - アンペア（作曲）

VTuber/バーチャルライバーグループ
- VOLTACTION（にじさんじ）
  - I can be the One（作詞、作曲）

### 声優
- 逢田梨香子
  - ME（作詞）
- 蒼井翔太
  - SMILE SMILE SMILE（作詞）
- 天月
  - Caffe Latte（作詞）
- 井上ひかり
  - BRIGHTEST MORNING（アニメ戦場のヴァルキュリア 挿入歌
- 大橋彩香
  - ハイライト（作詞）（アニメ「叛逆性ミリオンアーサー」主題歌）
  - ダイスキ。（作詞、作曲、ボーカルディレクション）（アニメ「可愛ければ変態でも好きになってくれますか？」主題歌）
  - Conflict（作詞、作曲）
  - Winding Road（作詞、作曲、ボーカルディレクション）
  - お月さま（作詞、作曲）
  - MASK（作詞）
  - キミがいないクリスマスなんて（作詞）
  - Étoile（作詞、作曲）
  - Be My Friend!!!（作詞、作曲）
  - Nobody Knows（作詞、作曲）
  - Please,please!（作詞、作曲）TVアニメ『政宗くんのリベンジR』オープニング主題歌
  - Stone Cold（作詞）
  - Don't Need Color（作詞）
  - Connect（作詞）
- 小野賢章
  - Night Drivin'（作詞）
  - Feel So Nice（作詞）
  - Take the TOP（作詞）
  - FIRE FIRE（作詞）
  - One Of Pieces（作曲）
- 小林愛香
  - Holiday!!（作詞）
  - Gimme the mic, gimme the light（作詞）
- C. FIRST
  - Not Alone（作詞）
  - Stories（作詞）
- テラ（カリスマ）
  - LOVE MYSELF（作詞、作曲）
- 駒形友梨
  - On My Way（作詞）
- Trignal
  - Mission（作詞）
- HANDED ANTHEM
  - Why Not?（作詞）
- 畑中祐
  - Phycho（作詞）映画『家族という病』主題歌
- 山下大輝
  - I'm in Love（作詞）

### 海外アーティスト
- Arjun Kanungo & れん
  - TELL ME（作曲）
- Arvingarna
  - Bara jag och du（作曲）
- Angelica
  - Calling（共作曲）
- ビビアンスー
  - Nice and Naughty（作詞）
  - Sunday Morning（作詞）
- HONNE
  - Warm on a Cold Night（日本語詞）
  - la la la that’s how it goes（日本語詞）
- 88rising / 新しい学校のリーダーズ（ATARASHII GAKKO!） & Warren Hue  
  - Freaks（作詞、作曲）
- Pink Sweat$
  - 17（日本語コラボ詞）
- Angelica
  - Calling（共作曲）
- Gabby Mae
  - Path Ahead
- KIRA（feat.Kagamine Rin & Kagamine Len）
  - FAKE HEART（作詞）
- Mina Okabe ミイナ・オカベ
  - Every Second (Japanese Version)　エヴリー・セカンド（日本語詞）
- シェネル
  - Happiness（作詞）（ドラマ「ディア・シスター」主題歌）※2014年下半期歌詞検索ランキング1位
  - 奇跡（作詞）
  - 君がいれば（作詞）
  - Fall in Love Again（作詞）
  - Fun（作詞）
  - HIKARI（作詞）
  - ラストボーイ（作詞）
  - SOS（作詞）BS-TBSミステリードラマ『夫婦の秘密』主題歌　※シェネル本人と書き下ろ
- Leah Dizon
  - 「Softly」（作詞）
- Ren Kai
  - Mr.DALABA
- SHOW
  - Dante（作詞）
  - Hero（作詞）
  - Runner（作詞）
- Xfa Quédate
  - J1 & GIA

### ゲーム
- NINTENDO DS「エレビッツ」主題歌「Infinity Of Our Love」（共作）
- アニメ キャラクターソングCD「VELVET UNDERWORLD Fragment Parson+animation 02 KURO」
- アニメ キャラクターソングCD「VELVET UNDERWORLD Fragment Parson+animation 06 NOI」
- アイドルマスターSideM「THE IDOLM@STER SideM GROWING SIGN@L 02 C.FIRST」

### その他
- アニメイト・コンシェルジュ（アニコン）「Go Ahead」「Trust Me」
- 映画「パラダイスキス」 劇中挿入歌「kiss me」
- BeeTV ドラマ「Beautiful Love～君がいれば～」 挿入歌 「Last Forever」
- 黒子のバスケ DUET SERIES Vol.10 収録「Blue Sky Memories」
- 長岡大花火大会テーマソング「HOPE TO THE FUTURE」
- アドベンチャーワールド　ナイトイルカショー「LOVES」ソング『Melody of Love』書き下ろし

### ボーカル
- レディー・ガガのパンクカバーアルバム「A GAG PUNK」全10曲
- シンガーズギルド「New Future feat. Kanata Okajima」
- Tokyo Counterpoint「OVAL+」 収録「Swimming In Love」（CDリリースと共に、Mole Listening Pearlsより海外配信）
- Konami「beatmania IIDX 18 Resort Anthem」収録「Bounce Bounce Bounce」 Kors.K feat. Kanata Okajima & 楽天斎
- 「J-POPカバー伝説II mixed by DJFUMI★YEAH!」収録「My Way」（Def Techカバー）
- 映画「チョコレートアンダーグラウンド」劇中歌、O.S.T収録「I give you one more chocolate」
- 携帯動画配信サービス BeeTV ドラマ「Beautiful Love～君がいれば～」挿入歌「Last Forever」
- V.A.「HOUSE NATION DIAMOND」収録 「LUV 4 U」
- V.A.「Tropical Life : Mixed by DJ DDT-TROPICANA」V.A.「SIAM SHADE トリビュート」収録 「1/3の純情な感情」「せつなさよりも遠くへ 」「LOVE」「LIFE」「曇りのち晴れ」「Dreams」
- 配信限定 EP「Tropical Life」 全3曲
- 配信限定シングル「心に咲く花」

### サウンドストーリー（脚本・ラジオドラマ）
- ROMEO 2nd Single 収録「I. The Dawn -沈黙-」「II. The Moon -蒼い月-」「III. The Touch -輪郭-」「IV. The Thirst -渇望-」「V. The Fate -彷徨-」
- ROMEO ONEMAN LIVE 「ROMEO Midnight Theatre」ライブ中 サウンドストーリ

## コーラス（ライブ）
- MAY’S
- 坂詰美紗子
- ジャンクフジヤマ
- mye
- Joe+9
- 越尾さくら
- Soah i

## 書籍
- 最先端の作曲法 CO-WRITING　コーライティングの教科 
  - ◉岡嶋かな多　コーライティングに恋してスウェーデンに移住したソングライター
- CONTINUE ORANGE RANGE ORANGE RANGEのこれからを探る対談集 （HIROKI×岡嶋かな多）
- 著書＿『夢の叶え方は一つじゃない』

## テレビ
- テレビ朝日
  - 関ジャム 完全燃SHOW
    - BTSらメガヒットを生み出すプロ作曲家の新たな作曲法 -（2021年9月12日）
    - 韓国発ガールズグループ特集!（2023年3月5日）
- 日本テレビ系『世界一受けたい授業』「職業図鑑」作詞・作曲家のお仕事（2021年10月30日）
- 日本テレビ　第11回　歌唱王〜歌唱力日本一決定戦　審査員（2023年12月11日）
- 関西テレビ放送『セブンルール』#272 アーティストに愛される作詞作曲家（2022年11月15日）
- NHKEテレ『超多様性トークショー!なれそめ』（2023年4月21日）
- TBSテレビ『WatchLIST わたしが選ぶ物語』さまざまなジャンルのクリエイターたちが心を動かされた”物語”を紹介WatchLIS（2023年9月15日）
- 日本テレビ　第12回　歌唱王〜歌唱力日本一決定戦　審査員（2024年12月19日）

## ラジオ
- J-WAVE「Tokyo Morning Radio」CX-BOX インタビュー
- 文化放送『大橋彩香のAny Beat!』
- すまいるエフエム 76.7MHz「Acushla 直感 Graffiti!!」メイン パーソナリティ（2013年 終了）
- すまいるエフエム 76.7MHz 不定期放送 「土曜スペシャル ROCK CLASSIC」 ナビゲーター
- 文化放送「A&GミュージックX～作詞作曲家・岡嶋かな多 特集」
- TBSラジオ「パンサー向井の#ふらっと」
- J -WAVESONAR MUSIC　「J-POP界の裏ボス！北欧トラックメイカー !?」
- TOKYO FM Dream HEART vol .516-517「作詞・作曲家 岡嶋かな多さん 著書「夢の叶え方はひとつじゃない」
- TOKYO FM 山崎怜奈の誰かに話したかったこと。著書『夢の叶え方はひとつじゃない 私は、中卒作詞作曲家』について
- ラジオ関西セケンテー/ぼくらは囚われない 「日本アーティストも世界に通用する」
- TBSラジオ【アシタノカレッジ】「人気作詞作曲家になった岡嶋さんが語る、“夢を叶える”ヒント」
- TOKYO FMヱビスビール presents Color Your Time_vol.1「BTS、NiziU、安室奈美恵に嵐など… 人気作詞作曲家の仕事の裏側とは？著書「夢の叶え方はひとつじゃない（PHP研究所）」を書いたキッカケとは？」
- 文化放送　志の輔ラジオ 落語DEデート「『日本のジェームス・ブラウンになるぞ』という意気込みで高校に行かず、音楽活動をはじめた作詞家・作曲家で音楽プロデューサーの岡嶋かな多さん」

## 登壇歴
- 2021年8月1日 京都大学

「未来に繋ぐ「食」〜「コミュニケーション」が「ロス」を救う」ナビゲーター京都大学大学院地球環境学堂　准教授 浅利美鈴さん
ゲスト：ブルーベリーフィールズ紀伊國屋　代表取締役　岩田康子さん
- 2021年12月25日 SDGs講義 京都大学

- 2024年5月28日　京都精華大学講義オンライン  クリエイティブの現場✖️Kanata Okajima
- 2024年9月21日　ルンド大学講義オンライン
- 2024年11月12日　ラトビア
- 2024年12月7日　明治大学 コトバノチカラ「詩人 暁方ミセイ」と「作詞作曲家 岡嶋かな多」の対談編～
- 2025年3月29日　公開コライトセッション 〜Ryo’LEFTY’Miyata × 岡嶋かな多による対談｜KENDRIX EXPERIENCE